# Scoloposcelis pulchella
Scoloposcelis pulchella är en insektsart som först beskrevs av Zetterstedt 1838.  Scoloposcelis pulchella ingår i släktet Scoloposcelis och familjen näbbskinnbaggar. Arten är reproducerande i Sverige. Utöver nominatformen finns också underarten S. p. pulchella.